# Layer Marney
Layer Marney is een civil parish in het bestuurlijke gebied Colchester, in het Engelse graafschap Essex. In 2001 telde het dorp 206 inwoners.